# Dia do Professor

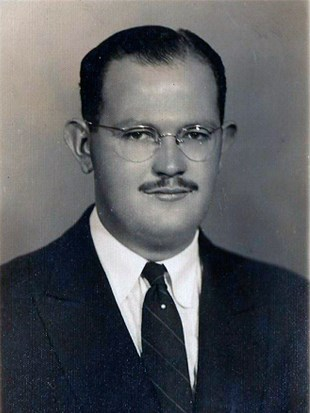
Prof. Salomão Becker, 1947.

O dia 5 de outubro foi proclamado pela UNESCO como Dia Mundial dos Professores em 1994, para celebrar a aprovação, em 5 de outubro de 1966, a Recomendação da UNESCO / OIT sobre o Estatuto dos Professores, em cooperação com OIT, numa conferência intergovernamental especial convocada pela UNESCO e realizada em Paris.
No dia 5 de outubro celebra-se também a adoção, pela Conferência Geral da UNESCO, em 1997, da Recomendação da UNESCO sobre o Estatuto do Pessoal Docente do Ensino Superior.
Em alguns países há um dia especial para os professores. Em alguns deles é feriado enquanto em outros são realizadas apenas comemorações em dias úteis.

## O Dia do Professor
Inspirado por um professor paulista, no Brasil o Dia do Professor é comemorado em 15 de outubro.
No dia 15 de outubro de 1827, Pedro I, Imperador do Brasil baixou um Decreto Imperial que criou o Ensino Elementar no Brasil. Pelo decreto, "todas as cidades, vilas e lugarejos tivessem suas escolas de primeiras letras". Esse decreto falava de bastante coisa: descentralização do ensino, o salário dos professores, as matérias básicas que todos os alunos deveriam aprender e até como os professores deveriam ser contratados. A ideia, inovadora e revolucionária, teria sido ótima - caso tivesse sido cumprida.
Mas foi somente em 1947, 120 anos após o referido decreto, que ocorreu a primeira homenagem e comemoração de um dia efetivamente dedicado ao professor. Começou em São Paulo, em uma pequena escola no número 1520 da Rua Augusta, onde existia o Ginásio Caetano de Campos, conhecido como "Caetaninho". O longo período letivo do segundo semestre ia de 1 de junho a 15 de dezembro, com apenas dez dias de férias em todo este período. Quatro professores tiveram a ideia de organizar um dia de parada para se evitar a estafa e de congraçamento e troca de ideias com os pais. O principal, entretanto, era a análise conjunta do conteúdo do aprendizado e de rumos no ensino para o restante do ano.
O professor Salomão Becker, ainda no primeiro semestre deste ano de 1947, sugeriu que o encontro se chamasse "Dia do Professor" e se desse no dia de 15 de outubro, data em que, na sua cidade natal, Piracicaba, professores e alunos traziam doces de casa para uma pequena confraternização. A sugestão foi aceita e a comemoração teve presença maciça - inclusive dos pais. O discurso do professor Becker, além de ratificar a ideia de se manter na data um encontro anual, trazia a essência daquele encontro. Disse ele: "Professor é profissão. Educador é missão", "Em Educação, não avançar já é retroceder". "Professor, a profissão que dá origem a todas as outras". Com a participação dos professores Alfredo Gomes, Antônio Pereira e Claudino Busko, a ideia estava lançada.
A comemoração - que se mostrou um sucesso - espalhou-se pela cidade e pelo país a partir daí. No ano seguinte, 1948, na Capital de São Paulo, dezenas de escolas já celebravam a data. Os Estados de São Paulo e Santa Catarina foram os primeiros a oficializar a data como feriado escolar, seguidos depois por vários outros. No Brasil, a data se torna oficial nacionalmente como feriado escolar pelo Decreto Federal 52 682, de 14 de outubro de 1963. O Decreto definia a essência e razão do feriado, como idealizado 16 anos antes: "Para comemorar condignamente o Dia do Professor, os estabelecimentos de ensino farão promover solenidades, em que se enalteça a função do mestre na sociedade moderna, fazendo participar os alunos e as famílias".

### Brasil

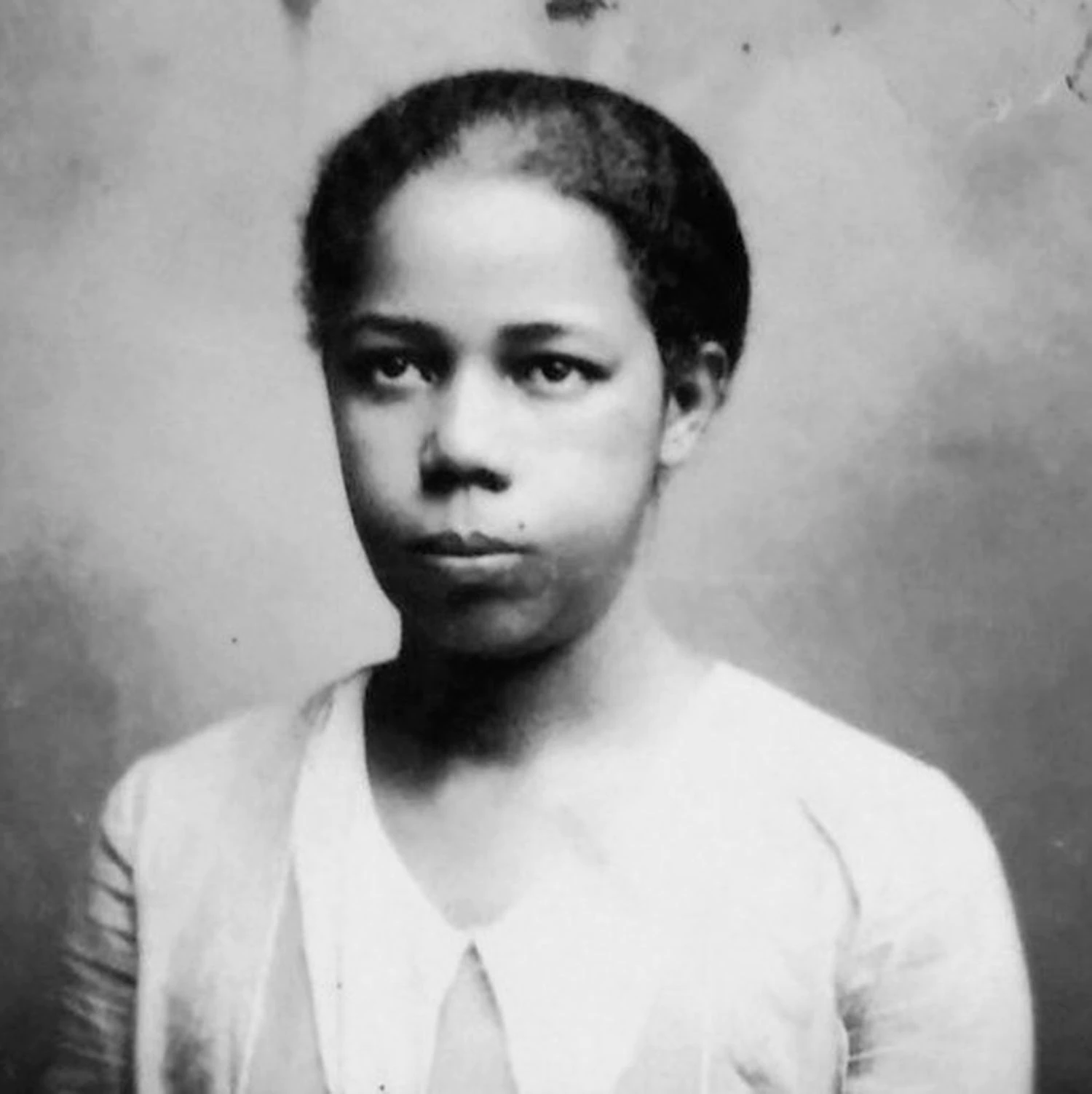
Antonieta de Barros, primeira mulher negra eleita no Brasil e criadora da primeira lei que instituiu o dia do professor no Brasil.

No Brasil, o Dia do Professor é comemorado em 15 de outubro.
No dia 15 de outubro de 1827, Dom Pedro I, Imperador do Brasil sancionou a lei que criou o Ensino Elementar no Brasil, estabelecendo que "todas as cidades, vilas e lugarejos tivessem suas escolas de primeiras letras".
A jornalista, professora e política brasileira Antonieta de Barros, a primeira negra brasileira a assumir um mandato popular, foi deputada estadual em duas legislaturas de Santa Catarina. Antonieta, que foi pioneira e inspiração para o movimento negro, além de ter contribuído no parlamento, na imprensa e no magistério, foi uma ativa defensora da emancipação feminina, de uma educação de qualidade para todos e pelo reconhecimento da cultura negra, em especial no sul do Brasil. Em sua segunda passagem pelo parlamento, criou a Lei Nº 145, de 12 de outubro de 1948, que instituiu o dia do professor e o feriado escolar em 15 de outubro. Apesar de ter âmbito estadual, essa foi primeira lei que associa a data ao dia do professor.
A data se torna oficial nacionalmente como feriado escolar pelo Decreto Federal 52 682, de 14 de outubro de 1963. O Decreto definia a essência e razão do feriado: "Para comemorar condignamente o Dia do Professor, os estabelecimentos de ensino farão promover solenidades, em que se enalteça a função do mestre na sociedade moderna, fazendo participar os alunos e as famílias".

### Índia
5 de setembro é o Dia do Professor na Índia. É o dia de nascimento do ex-presidente e professor indiano Dr. Sarvapalli Radhakrishnan. Quando o Dr. Radhakrishnan tornou-se o presidente da Índia em 1962, alguns de seus alunos e amigos se aproximaram dele e lhe pediram para permitir que eles comemorassem seu aniversário no dia 5 de setembro. Em resposta, o Dr. Radhakrishnan disse, "Ao invés de comemorar o meu aniversário separadamente, eu ficaria mais orgulhoso se o dia 5 de setembro fosse marcado como o Dia do Professor."
Ele não é um feriado na Índia. É considerado um "dia comemorativo", onde professores e estudantes vão para as escolas como de costume, mas as atividades habituais e de classe são substituídas por atividades de celebração, agradecimentos e recordações. Em algumas escolas neste dia, a responsabilidade de ensinar é deixada por conta dos alunos das séries mais avançadas como uma avaliação por seus professores.
Tradicionalmente, as pessoas na Índia têm tido grande respeito e estima pelos professores. Um antigo ditado indiano (geralmente ensinado para as crianças), coloca o professor em terceiro lugar: "Maata, Pitha, Guru, Daivam", significando a mãe, o pai e o professor é Deus. Há um outro ditado na forma de uma parelha de versos (doha), que diz, "Guru Govind doou khare kake lagon paai? Balihari guru aap ki Govind deeo batai," significando "Eu estou em dificuldade de saber quem saudar primeiro: o professor ou o Deus. Eu escolherei o professor porque ele é um instrumento da sabedoria de meu Deus". Ainda, um ponto central na escritura Hindu mostra "Guru Bramha, Guru Vishnu, Guru devo Maheshwaraha - Gurusakshath parabramha tasmai shree gurve namaha", que se traduz como "O professor é a santíssima trindade. O professor é a manifestação do próprio senhor".

### Malásia
16 de maio é o Dia do Professor (malaio: Hari Guru) na Malásia.

### Turquia
O Dia do Professor (em turco: Öğretmenler Günü) é comemorado em 24 de novembro na Turquia. O dia 24 de novembro foi dedicado aos professores por Kemal Atatürk. Atatürk achou e declarou que aquela nova geração seria criada por professores. (turco: "Öğretmenler yeni nesil sizin eseriniz olacaktır." - M. Kemal Atatürk)

## O Dia do Professor comemorado em dias úteis

### Albânia
Na Albânia, o Dia do Professor é um feriado não oficial em 7 de março, um dia antes do Dia das Mães (8 de março).

### China
O Dia do Professor foi primeiramente instituído na Universidade Central Nacional em 1931. Foi adotado pelo governo central de Taiwan em 1932 e em 1939 o dia foi transferido para 28 de setembro, que é o dia do aniversário de Confúcio. Foi extinto pelo governo da República Popular da China em 1951 e restabelecido em 1985 sendo que o dia foi novamente mudado para 10 de setembro. Atualmente mais e mais pessoas estão fazendo esforços para retornar o Dia do Professor para o dia de nascimento de Confúcio.

### República Tcheca
Na República Tcheca, o Dia do Professor (Den učitelů) é um feriado não oficial, comemorado em 28 de março, aniversário de Jan Ámos Komenský (Comenius). As crianças levam flores para seus professores. Representantes do governo utilizam este dia para demonstrar agradecimento a esta profissão e premiar os melhores professores.

### Irã
O Dia do Professor no Irã é comemorado em 2 de maio (Ordi, behesht 12, no calendário iraniano).

### América Latina
O Dia Internacional do Professor na América Latina é 11 de setembro, em memória ao dia da morte de Domingo Faustino Sarmiento, um político argentino e pedagogo respeitado. Esta data foi estabelecida na Conferência Interamericana sobre Educação de 1943, no Panamá.
Muitos países latino-americanos, porém, têm uma data separada para comemorar o Dia do Professor de acordo com acontecimentos de sua própria história. No Brasil, o Dia do Professor é 15 de outubro. No México, em setembro de 1917, o Congresso Federal decretou o dia 15 de maio como Dia do Professor (Día del Maestro). No Peru, o Dia do Professor é comemorado em 6 de julho.

### Polônia
Na Polônia o Dia do Professor (Dzień Nauczyciela), ou Dia da Educação Nacional (Dzień Edukacji Narodowej) é 14 de outubro. Nesse dia a Komisja Edukacji Narodowej (Comissão de Educação Nacional) foi criada em 1773.

### Rússia
Na Rússia o Dia do Professor é 5 de outubro. Antes de 1994, esse dia era comemorado no primeiro domingo de outubro.

### Singapura
Em Singapura, o Dia do Professor é um feriado oficial escolar, comemorado em 1 de setembro. As comemorações são geralmente realizadas no dia anterior, quando os estudantes têm metade do dia livre.

### Eslováquia
Na Eslováquia, o Dia do Professor (Deň učiteľov) é um feriado não oficial, comemorado em 28 de março, aniversário de Jan Ámos Komenský (Comenius).

### Coreia do Sul
Na Coreia do Sul o Dia do Professor (스승의 날) é 15 de maio. Nesse dia, os professores são geralmente presenteados com cravos por seus alunos e ambos desfrutam de um dia escolar mais curto. Ex-estudantes prestam seus respeitos aos seus antigos professores visitando-os e oferecendo-lhes presentes. Atualmente muitas escolas por todo o país suspendem suas aulas para comemorarem esta data.

### Taiwan
Na República da China (Taiwan) é comemorado em 28 de setembro. O dia presta homenagem às virtudes, às dificuldades dos professores e também as suas contribuições não apenas em relação aos seus próprios alunos, mas também para com toda a sociedade. As pessoas geralmente aproveitam o dia para expressar sua gratidão aos seus professores, tais como lhes fazendo uma visita ou enviando-lhes um cartão. Esta data foi escolhida por comemorar o nascimento de Confúcio, que se acredita ter sido o modelo de mestre e educador da antiga China.
Em 1939, o Ministério da Educação estabeleceu que o feriado nacional seria em 27 de agosto, atribuído ao dia de nascimento de Confúcio. Em 1952, o governo o mudou para setembro, alegando ser esta a data correta pelo Calendário gregoriano.
O festival comemorativo acontece nos templos de Confúcio espalhados por toda a ilha, conhecido como a "Grande Cerimônia Dedicada a Confúcio" (祭孔大典). A cerimônia acontece às seis horas da manhã com batida de tambores. 54 músicos vestindo roupões com cintos azuis, 36 (ou 64) dançarinos vestidos de amarelo com cintos verdes. Eles são conduzidos pelo chefe descendente de Confúcio (atualmente Kung Te-cheng) e acompanhado por oficiais do cerimonial. Três animais -- a vaca, a cabra, e o porco -- são sacrificados. A pelagem retirada desses animais sacrificados é chamada de Cabelos da Sabedoria.
Além disso, institutos locais de educação e órgãos civis oferecem prêmios a determinados professores por suas influências excelentes e positivas.

### Tailândia
16 de janeiro foi adotado como o Dia do Professor na Tailândia por uma resolução do governo em 21 de novembro de 1956. O primeiro Dia do Professor aconteceu em 1957.

### Estados Unidos
Nos Estados Unidos, o Dia do Professor é um feriado não oficial na terça-feira da primeira semana de maio.
A Associação de Educação Nacional (National Education Association) descreve o Dia Nacional do Professor como "um dia para homenagear os professores e reconhecer todas as contribuições duradouras que eles realizam em nossas vidas".
A Associação apresenta uma história do Dia Nacional do Professor:
A origem do Dia do Professor não é precisa. Por volta de 1944 um professor de Arkansas Mattye Whyte Woodridge começou a se corresponder com líderes políticos e educacionais sobre a necessidade de se ter um dia nacional para homenagear os professores. Woodbridge escreveu para Eleanor Roosevelt que em 1953 convenceu o Congresso dos Estados Unidos a proclamar o Dia Nacional do Professor.
A Associação juntamente com seus estados afiliados Kansas e Indiana e Dodge City (Kansas) pressionaram o Congresso para criar um dia nacional para os professores. O Congresso declarou 7 de março de 1980, como o Dia Nacional do professor apenas para aquele ano.
A Associação de Educação Nacional e seus afiliados continuaram a comemorar o Dia do Professor na primeira terça-feira de março até 1985, quando a Associação Nacional de Pais e Professores estipulou a Semana de Avaliação do Professor na primeira semana de maio. A Assembleia Representativa da Associação de Educação Nacional então votou para que se fizesse na terça-feira daquela semana o Dia Nacional do Professor.
A partir de 7 de setembro de 1976, foi adotado o Dia do Professor em 11 de setembro no estado de Massachusetts.

### Vietnã
No Vietnã, o Ngày nhà giáo Việt Nam (Dia do Educador Vietnamita) cai em 20 de novembro. Naquele dia, os estudantes têm o dia livre, mas se espera que eles visitem seus atuais e antigos professores em suas casas e lhes levem flores para demonstrar sua consideração.